# Darryl Johansen
Darryl Keith Johansen (ur. 4 lutego 1959 w Melbourne) – australijski szachista, arcymistrz od 1995 roku.

## Kariera szachowa
Wielokrotnie odnosił sukcesy w najważniejszych australijskich turniejach: pięciokrotnie zdobył tytuł mistrza kraju (1984, 1988, 1990, 2000, 2002), trzykrotnie zwyciężył w Australian Open (1983, 1991, 1997) oraz pięciokrotnie – w Australian Grand Prix (1991, 1992, 1993, 1995, 1996). W latach 1980–2010 czternastokrotnie reprezentował barwy swojego kraju na szachowych olimpiadach. W 1995 roku otrzymał (jako trzeci Australijczyk, po Walterze Browne i Ianie Rogersie) tytuł arcymistrza.
Do jego największych sukcesów w turniejach międzynarodowych należą dzielone I miejsce w Londynie (1984), I m. w Melbourne (1987, 1992, 2001, 2003, 2004, 2005), dz. I m. w Sydney (1989) oraz zwycięstwo w turnieju strefowym w Suvie (2002), dzięki któremu w 2004 r. wystąpił w Trypolisie w mistrzostwach świata rozegranych systemem pucharowym (w I rundzie uległ Michaiłowi Gurewiczowi i odpadł dalszej rywalizacji).
Najwyższy ranking w karierze osiągnął 1 kwietnia 2002 r., z wynikiem 2531 punktów zajmował wówczas 2. miejsce (za Ianem Rogersem) wśród australijskich szachistów.